# 호젠지

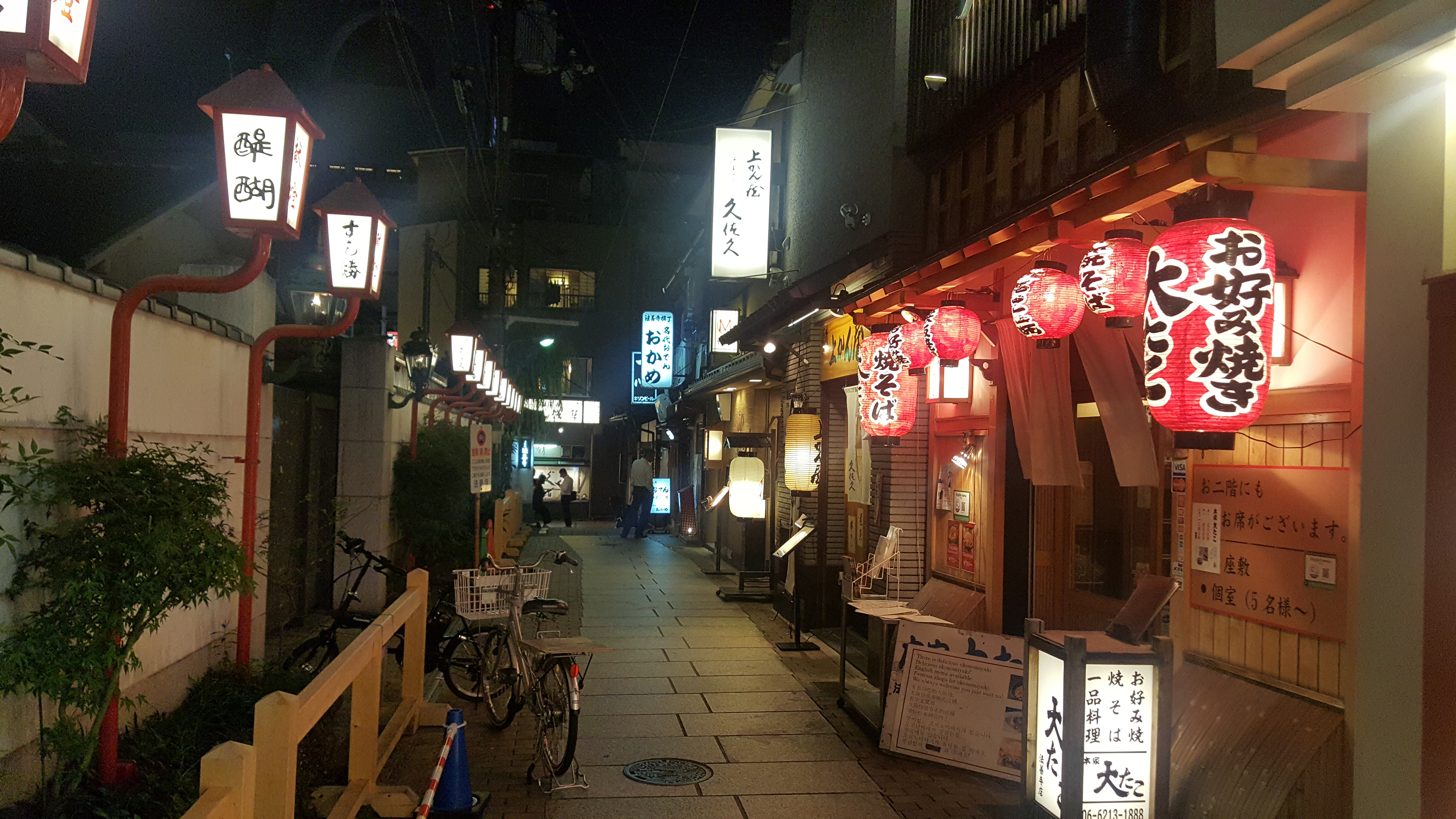
호젠지 요코초

호젠지(法善寺)는 일본 오사카부 오사카시 주오구 난바에 위치한 정토종 사찰이다. 산호는 천룡산이다. 아미타불 불상이 절에 있다.